# ZERO LIVE TOUR 2019
『ZERO LIVE TOUR 2019』（ゼロライブツアー2019）は、遊助が2019年に行ったホールツアー、同ツアーを収録したDVDとBlu-ray Discのタイトル。

## 概要
前回のツアー『遊助祭2018「和」〜あの・・わ なんですケド。〜』からおよそ1年ぶりのツアーとなり、20公演が行われた。

## 日程
- 7月4日(木)　松戸森のホール21 大ホール
- 7月14日(日)　東京エレクトロンホール宮城 大ホール
- 7月20日(土)・21日(日)　神戸国際会館こくさいホール
- 7月27日(土)　グランキューブ大阪 メインホール
- 8月4日(日)、新潟テルサ
- 8月10日(土)・11日(日)　福岡サンパレス
- 8月17日(土)・18日(日)　オリックス劇場
- 8月24日(土)・25日(日)　名古屋国際会議場 センチュリーホール
- 8月29日(木)　よこすか芸術劇場
- 9月1日(日)　静岡市民文化会館 大ホール
- 9月6日(金)・7日(土)　中野サンプラザホール
- 9月14日(土)　広島文化学園HBGホール
- 9月16日(月)　大宮ソニックシティ 大ホール
- 9月21日(土)　オリックス劇場
- 9月23日(月)　パシフィコ横浜 国立大ホール

## DVD/Blu-ray
2020年1月29日にMASTERSIX FOUNDATIONから発売された。2019年9月23日に行われた、パシフィコ横浜 国立大ホールでのツアーファイナル公演の模様を収録。「10th Anniversary Live -偶然!?-」以来となる約7ヶ月ぶりのライブ映像作品。

### 収録内容
1. 砂時計
2. That Love
3. V
4. 俺と付き合ってください。
5. たんぽぽ
6. わがまま
7. 銀座線
8. 美女の野獣
9. USK STOMP SHOWTIME
10. Vampire
11. Baby Baby
12. 全部好き。
13. ライオン
14. DJ&DANCER SHOWTIME ～みんなのうた～
15. 一笑懸命
16. ZERO SPECIAL MEDLEY
17. チャンピオン
18. いるよ
19. 千羽鶴
20. 檸檬
21. いちょう
22. ひまわり
23. ひと

### Blu-ray Discのみ
- Documentary of ZERO